# 羅克伍德 (伊利諾伊州)
羅克伍德（英語：Rockwood）是位於美國伊利諾伊州蘭道夫縣的一個村落。

## 地理
羅克伍德的座標為37°50′21″N 89°41′48″W / 37.83917°N 89.69667°W，而該地最高點為海拔高度115米（即377英尺）。

## 人口
根據2010年美國人口普查的數據，羅克伍德的面積為0.55平方千米，當中陸地面積為0.55平方千米，而水域面積為0.00平方千米。當地共有人口42人，而人口密度為每平方千米76人。